# Epszilon
Az epszilon (Ε ε) a görög ábécé ötödik betűje, az e betű és hang. 
A ε betűhöz kapcsolódó fogalmak:
- hibahatár a fizikában
- általános 0-ba tartó elem az analízisben
- fajlagos nyúlás a mechanikában
- permittivitás (dielektromos állandó) jele a fizikában